# Miguelina Acosta Cárdenas
Miguelina Aurora Deita Cárdenas (Moyobamba, 23 de novembro de 1887 - 26 de outubro de 1933) foi uma advogada, professora e militante anarcosindicalista feminista peruana, que dedicou grande parte de sua vida à luta pelos direitos das mulheres, os povos amazónicos e a classe operária. É considerada a primeira advogada litigante do Peru. Advogo para que a educação fosse laica e racionalista ao mesmo tempo em que convocava às mulheres à vida universitária. Opôs-se a que as mulheres fossem tuteladas, defendeu o direito ao trabalho e a um salário justo para elas. Através de suas atividades, questionou as relações de poder no campo do público e o privado.

## Biografia
Nasceu em Yurimaguas, Loreto. Filha de um seringueiro, viajou e estudou em na França, Suíça e Alemanha, países onde adquiriu as perspectivas que marcariam o desenvolvimento de suas ideias progressistas.
Apos seu regresso a Loreto, fundou o Colégio de Señoritas e o primeiro centro de educação inicial. Posteriormente em Lima, ingressou à universidade e realizou estudos em letras e Jurisprudencia e Ciências Políticas.

### Vida universitária
Na época na que viveu Miguelina, os estudos universitários e o exercício profissional eram exclusivos para os homens, Miguelina teve que impor-se a diferentes atos de exclusão em sua casa de estudos, tanto de seus colegas de classes como de seus professores. Primeiro não pôde aceder aos estudos universitários ao não contar com uma certificação, sua educação secundária não foi reconhecida, no entanto ela voltaria a cursar estes estudos para poder ingressar finalmente à Faculdade de Letras da Universidade Nacional Maior de San Marcos.
Quando terminou seus estudos na Faculdade de Letras, ingressou na Faculdade de Jurisprudencia e Ciências Políticas, de onde se graduou em 1920 apresentando a tese "Nossa instituição do matrimônio rebaixa a condição jurídica social da mulher". Depois, obteria o grau de doutora com sua tese: "Reformas necessárias do código civil comum peruano tendentes a fazer efetiva a igualdade civil e jurídica do homem e a mulher".
Foi docente na Universidade Popular González Prada em Jauja.

### Advogada litigante
Depois de graduar-se da universidade, instalou um escritório em que se dedicou a apoiar causas operárias e a mulheres, sendo a primeira mulher advogada em abrir um escritório para o exercício profissional.

### Ativismo
Foi presidenta de Federação de Universitárias Peruanas, que se encarregava de vincular as estudantes com organizações femininas nacionais e internacionais, e que também promovia o acesso geral das mulheres à educação secundária, como também o desenvolvimento de organizações operárias femininas, através da extensão universitária e a promoção de comissões de educação e propaganda.
Foi parte da Associação Pró Indígena, que foi fundada por Doura Mayer e Pedro Zulen, que promovia a defesa dos povos originarios do Peru. Esteve a favor de um sistema de educação para meninos indígenas através de escolas rurais ambulantes.
Entre setembro de 1917 e agosto de 1920 dirigiu, com Doura Mayer, a publicação do semanário La Crítica, no que abordavam temas que não eram atendidos pela imprensa da época, e que fosse proibida pelo regime de Augusto Leguía. Colaborou também em publicações como El Obrero Textil e Amauta em 1920.
Foi secretária da Associação feminista Evolução Feminina, também foi partícipe da secção feminina da Liga Agrária e de seu anexo O Bazar Nacional. Integrou a sociedade Labor Feminista.
Presidiu o Comité Feminino Pró-barateamento da Subsistência, formado por donas-de-casa, operárias e comerciantes que estavam na contramão da subida de preço dos produtos de primeira necessidade, realizou uma greve de fome por esta causa. Respaldou a greve operária organizada em Lima e Callao entre os dias 27 de maio e 5 de junho de 1919, pelo direito à jornada trabalhista de oito horas, na que os manifestantes foram perseguidos e encarcerados, ao mesmo tempo em que seus locais, estudos e impressão foram destruídos. Estima-se uma centena de mortos e entre 300 a 500 presos, incluindo aos dirigentes Nicolás Gutarra e Carlos Barba.
Em 1924 participou na Conferência Panamericana de Mulheres em Lima. Também integrou a Liga Internacional de Mujeres por la Paz y la Libertad no Peru. Dedicou-se também, a ditar classes para mulheres nas escolas de capacitação operária, era uma convencida de que a educação era a ferramenta para conseguir uma sociedade mais equitativa entre mulheres e homens.

### Polémica com Mariátegui
Miguelina, discordou com alguns dos textos de José Carlos Mariátegui sobre sua região, Loreto, sobre a que O Amauta menciona em sua obra Sete ensaios de interpretação da realidade peruana, no capítulo Regionalismo e Centralismo, onde assinala:
"A montanha, sociologica e economicamente, carece ainda de significaçao."

Miguelina, conhecedora da realidade de sua terra, recordou-lhe a importância da exploração da borracha na economia nacional e seu significado na história do país, e chamou-o a tomar em consideração a sociologia dos povos amazónicos. Finalmente, Mariátegui, assumiu os comentários e realizou algumas precisões em sua obra:
"Mas prefiro não me contentar com esta explicação. Quero considerar com a mais ampla justiça as observações de Miguelina Deita. Uma destas, a essencial, é que da sociologia da montanha se sabe muito pouco" [...] "A este respeito é impossível não se declarar de acordo com a doutora Deita Cárdenas, a quem toca, sem dúvida, coincidir ao esclarecimento da realidade peruana com um estudo completo da sociologia de Loreto. O debate sobre o tema do regionalismo não pode deixar de considerar a Loreto como uma região (É necessário precisar: a Loreto, não à "montanha"). O regionalismo de Loreto é um regionalismo que, mais de uma vez, tem afirmado insurreccionalmente suas reivindicações. E que, portanto, se não tem sabido ser teoria, tem sabido ser mudança pela ação."